# العلاقات السنغافورية الكندية
العلاقات السنغافورية الكندية هي العلاقات الثنائية التي تجمع بين سنغافورة وكندا.

## مقارنة بين البلدين
هذه مقارنة عامة ومرجعية للدولتين:
| وجه المقارنة                                              | سنغافورة                                                             | كندا                     |
| --------------------------------------------------------- | -------------------------------------------------------------------- | ------------------------ |
| المساحة (كم2)                                             | 719                                                                  | 9.98 مليون               |
| عدد السكان (نسمة)                                         | 5.89 مليون                                                           | 35.70 مليون              |
| الكثافة السكانية (ن./كم²)                                 | 819.19 ألف                                                           | 3.58                     |
| العاصمة                                                   | سنغافورة                                                             | أوتاوا                   |
| اللغة الرسمية                                             | لغة إنجليزية، اللغة الملايو، اللغة الصينية القياسية، اللغة التاميلية | لغة إنجليزية، لغة فرنسية |
| العملة                                                    | دولار سنغافوري                                                       | دولار كندي               |
| الناتج المحلي الإجمالي (بليون دولار)                      | 323.91 مليار                                                         | 1.65 تريليون             |
| الناتج المحلي الإجمالي (تعادل القوة الشرائية) بليون دولار | 472.59 مليار                                                         | 1.59 تريليون             |
| الناتج المحلي الإجمالي الاسمي للفرد دولار أمريكي          | 52.89 ألف                                                            | 43.25 ألف                |
| الناتج المحلي الإجمالي للفرد دولار أمريكي                 | 82.76 ألف                                                            | 45.07 ألف                |
| مؤشر التنمية البشرية                                      | 0.925                                                                | 0.913                    |
| رمز المكالمات الدولي                                      | +65                                                                  | +1                       |
| رمز الإنترنت                                              | .sg                                                                  | .ca                      |
| المنطقة الزمنية                                           | ت ع م+08:00، توقيت سنغافورة المنسق ‏                                  |                          |

## منظمات دولية مشتركة
يشترك البلدان في عضوية مجموعة من المنظمات الدولية، منها:
| علم المنظمة | اسم المنظمة                                      | تاريخ انضمام سنغافورة | تاريخ انضمام كندا |
| ----------- | ------------------------------------------------ | --------------------- | ----------------- |
|             | مؤسسة التنمية الدولية                            | 27 سبتمبر 2002        | 24 سبتمبر 1960    |
|             | الأمم المتحدة                                    | 21 سبتمبر 1965        | 9 نوفمبر 1945     |
|             | منظمة التجارة العالمية                           | ?                     | ?                 |
|             | يونسكو                                           | 8 أكتوبر 2007         | 4 نوفمبر 1946     |
|             | المنظمة الهيدروغرافية الدولية                    | ?                     | ?                 |
|             | وكالة ضمان الاستثمار متعدد الأطراف               | 24 فبراير 1998        | 12 أبريل 1988     |
|             | منظمة الشرطة الجنائية الدولية                    | ?                     | ?                 |
|             | دول الكومنولث                                    | ?                     | ?                 |
|             | المركز الدولي لتسوية المنازعات الاستشارية        | 13 نوفمبر 1968        | 1 ديسمبر 2013     |
|             | الاتحاد الدولي للاتصالات                         | 22 أكتوبر 1965        | 1 يوليو 1908      |
|             | البنك الدولي للإنشاء والتعمير                    | 3 أغسطس 1966          | 27 ديسمبر 1945    |
|             | الاتحاد البريدي العالمي                          | ?                     | ?                 |
|             | بنك التنمية الآسيوي                              | 1966                  | 1966              |
|             | منظمة حظر الأسلحة الكيميائية                     | ?                     | ?                 |
|             | مؤسسة التمويل الدولية                            | 4 سبتمبر 1968         | 20 يوليو 1956     |
|             | منتدى التعاون الاقتصادي لدول آسيا والمحيط الهادئ | 6 نوفمبر 1989         | 6 نوفمبر 1989     |
|             | منتدى آسيان الإقليمي ‏                            | ?                     | ?                 |

## أعلام
هذه قائمة لبعض الشخصيات التي تربطها علاقات بالبلدين:
- أنجيلا لي (لاعبة تايكوندو كندية، 8 يوليو 1996 – )
- فيكتور أو (سياسي كندي، 10 يونيو 1949 – )
- ميشيل تونغ (لاعب تنس الريشة، 25 يناير 1997 – )

## وصلات خارجية
- موقع وزارة الخارجية السنغافورية
- موقع وزارة الخارجية الكندية